# Molnár Aladár
Nagy-réthei Molnár Aladár (Veszprém, 1839. február 7. – Bad Gleichenberg, Ausztria, 1881. augusztus 18.) református lelkész, pedagógus és művelődéspolitikus, országgyűlési képviselő, a Magyar Tudományos Akadémia levelező tagja, egy ideig a Budapesti Református Teológiai Akadémia tanára.

## Élete
Atyja szolgabíró volt és fiát igen gondosan neveltette. Molnár magántanítványa volt a tudós Papp Istvánnak és az ő keze alól ment 1855-ben Pápára, ahol a bölcseleti és hittudományi tanfolyamokat végezte. Az iskolát otthagyva, előbb a református papi pályára lépett és lelkész lett Papp István mellett, majd mint 21 éves ifjú, Kerkapoly Károlyt helyettesítette Pápán. 1862-ben végre Pestre jutott, mint a reformátusok pesti főiskolájának bölcselettanára. 1864-1865-ben beutazta Német-, Olaszországot és Svájcot. 1867. január 30-án a Magyar Tudományos Akadémia megválasztotta levelező tagjának. Főiskolai tanszékét azonban gyengélkedése miatt ott kellett hagynia. Ekkor (1867) lett a közoktatási minisztériumban titkár és 1869-ben osztálytanácsos. Mint miniszteri hivatalnok tevékeny részt vett az Eötvös József báró által felállított tanítóképzők létesítésében és általában mind azon reform-munkálatokban, melyek báró Eötvöstől származtak. 1870-ben kezdeményezte a balatonfüredi szeretetházat, s ez évben beutazta Svájcot és Bajorországot. Már ebben az útjában figyelmet fordított a földműves- és más gazdasági iskolák szervezetére és 1871-ben csupán e célból ismét egy utat tett külföldre. Reformtörekvései közt nem utolsó helyen állott a népiskolai tanítók nyugdíjazási ügye, melynek érdekében úgy az irodalomban, mint később, mikor 1872-ben a minisztériumtól megválva a nagyvázsonyi kerület képviselője lett, a parlamentben tudománya- és ékesszólásával mindent elkövetett. Munkásságának nevezetes részét vette igénybe az egyleti élet is. 1874-ben őt választották meg a magyar néptanítók III. egyetemes gyűlésük elnökévé. 1881-ben mellbetegsége mind nagyobb erőt vett rajta, ami ellen aztán hiába keresett orvosszert Gleichenberg égalja alatt, ahol 1881. augusztus 18-án reggel a halál elragadta. Örök nyugalomra helyezték 1884. augusztus 21-én délután Balatonfüreden a református egyház szertartása szerint. A Magyar Tudományos Akadémiában Tanárky Gedeon tartott fölötte emlékbeszédet 1884-ben.
Beszélyei a Győri Közlönyben (1860-61.) és a Thaly Kálmán által szerkesztett Nemzeti Képes Ujságban (1863); cikkei a Protestáns Egyházi és Iskolai Lapban (1862. A protestantismus és katholicismus viszonya egymáshoz, 1863. Villiersnek «Essai sur l'esprit et l'influance de la reformation» cz. művéről, 1864. Apologiai tanulmányok, Az idősb és ifjabb Kanti iskola Jenában, 1864-65. több könyvismertetés); a Honban (1864. 140. sat., 172. sat. sz. Psychologiai levelek Erdmann Eduard után); az Ország Tükrében (1865. A képzőművészetek történetéből); a Néptanítók Lapjában (1868. A h. hitv. veszprémi egyházmegye docendi methodusa, 1869. Kit nevezzenek ki tanfelügyelőkké? Fölhívása B.-Füred és vidékének polgáraihoz egy B.-Füreden felállítandó szőlőmívelési és felsőbb népiskola tárgyában, Emlékirata a felsőbb népiskolák gazdászati s iparos alsóbb fokú szakiskolák szervezése ügyében, 1870-71. Állítsunk szeretetházakat, Jelentése tanügyi tanulmányairól Svájcz és Bajorországban, ism. Uo. 1871., Egyletek és az egyleti tevékenység Svájczban, Nyilt levél dr. Fries úrhoz, a küsznachti képezde igazgatójához, 1872. A népiskolai tanítók nyugdíjazása Hollandban, A tanító nyugdíjazása Belgiumban); a Pesti Naplóban (1867. 215. A népnevelési egyletek és a protestánsok autonomiája, 236. Állítsunk könyvtárakat a népiskolákban, 1875. 295. sz. Nyilt levél Urházy Lajoshoz, 1872. 295., 297. sz. 1879. 81. sz. Báró Eötvös Józsefről, 33. sz. Thukidides az atheni pestisről); a Budapesti Közlönyben (1867. 177. sz. Népiskolai Könyvtárak, 1871. 165-173. szám, A balatonfüredi szeretetház keletkezése); a Gazdasági Lapokban (1871. Gazdasági népoktatás a hazában és külföldön szerzett tanulmányok szerint); a Magyar Tanügyben (1872. A néptanítók nyugdíjazása Szászországban); a Koszorúban (1865. Psychologiai képek); a Havi Szemlében (1879. Eötvös József báró minisztersége 1867-70.).

## Munkái
- A gépek jelentősége az emberiségre és a mezei gazdaságra nézve. Pápa, 1859. (Deáky Emlékezések a Deáky-alapítvány értelmében koszorúzott pályamű).
- Kazinczy élete és hatása a magyar irodalomra. Pápa, 1859. (Emlékezet Kazinczy Ferencz százados örömünnepére okt. 27.).
- A philosophia szükséges alkatrésze a theologiának. Pápa, 1860. (Deáky-értekezések IV. Koszorúzott pályamű).
- A magyar alkotmány történelmi kifejlődése I. 1. füzet. Pápa, 1862.
- A pszichologia vázlata. Dr. Erdmann J. Edvard alapján tanításaihoz vezérfonalul. Pest, 1864.
- Az erkölcsbölcsészet alapvonalai. Dr. Martensen H. koppenhágai theol. tanár után magyaritották Haberern Jonathan és Molnár Aladár. Pest, 1864. Online
- A keresztyén hitfelekezetek tanrendszere. Előadásaihoz vezérfonalul. Pápa, 1864. (Kőnyomat).
- A bölcsészet története az új korban. Baco és Des Cartestől Hegelig. Előadásaihoz vezérfonalul. Pápa, 1864. (Kőnyomat).
- Közművelődési dolgozatok. I. Pápa, 1865. Négy füzet.
- Az apostolok. Írta Renan Ernő. Ford. Bécs, 1866. (Új czímkiadás Bpest, 1883).
- A bölcsészet története főbb vonalaiban előadva. I. Pest, 1867.
- Az apa gyermekei között, vagy az apai kötelesség szabályai. Abbot János amerikai lelkész után angolból ford. Dallos Gyula és M … Pest, 1867.
- A tudomány jelen álláspontján jogosult-e a philosophiának, mint külön tudománynak a mívelése?. Pest, 1868. (Értekezések a bölcs. tud. köréből I. 7.).
- Képek az emberi élet és természet köréből. Pest, 1868. (Népiskolai Könyvtár II. Uj cz. kiadás, Bpest, 1874).
- Svájczban és Bajorországban szerzett tanügyi tanulmányok. Pest, 1872. (Németül: Bpest, 1874. 2. kiadás).
- Gazdasági népoktatás a hazában s külföldön szerzett tanulmányok szerint. Pest, 1871. (Előbb a Pesti Naplóban 264-268. sz. Ism. Néptanítók Lapja 1872.).
- A népiskolai tanfelügyelet külföldön és hazánkban. Pest, 1872. (Ism. Néptan. Lapja).
- A néptanítók nyugdíjazása, özvegyeik és árváik gyámolítása külföldön és hazánkban. Pest, 1872.
- Az anyátlan család. Angolból ford. M. A. és D. Gy. Bpest, 1874.
- Téli esték. Elbeszélések, versek és tanulságos olvasmányok. Bpest, 1873. (Uj czímkiadása a Népiskolai Könyvtár I. füzetének).
- A nőképzés hazánkban és a budapesti állami felsőbb leányiskola. Bpest, 1877. (Ism. Prot. Egyh. és Isk. Lap, Budapesti Szemle XIII.).
- Az anya gyermekei között, vagyis az anyai kötelesség szabályai. Abbot János után angolból ford. Bpest, 1876. (Dallos Gyulával együtt).
- A képviselőház 1878. febr. 14. és 18. ülésein tartott beszédei az Ausztriával való gazdasági kiegyezés tárgyában. Bpest, 1878.
- Beszédei az izraelita országos iskola-alap ügyében a képviselőház 1880. évi márcz. 9. és 12. s 1874. júl. 5. üléseiben. Bpest, 1880.
- A közoktatás története Magyarországon a XVIII. században. Kiadja a m. tudom. akadémia történeti bizottsága. I. kötet. Bpest, 1881. (Ism. Hon 99., 227., Egyetértés 99., P. Napló 104., 127., Ellenőr 215., Függetlenség 228., Magyarország 227., P. Hirlap 228., Budapesti Hirlap 65., Egyetértés 233., 247., Századok 782. l., Nemzeti Nőnevelés 1882.).
- A magyarok egyetemes története. Sayous Eduard után francziául ford. Bpest, 1884. (Uj olcsó czím-kiadás).

Szerkesztette a Népiskolai Könyvtár I-IV. füzeteit (Pest, 1868-69.) és a Néptanítók Ismerettárának I. kötetét (Bpest, 1873).
Országgyűlési beszédei a Naplókban (1872-81) vannak.
Levelei a Magyar Nemzeti Múzeumban: Szilády Károlyhoz, Pest, 1863. jan. 21., Pesty Frigyeshez Balaton-Füred, 1880. okt. 8., nov. 11.; a Magyar Tudományos Akadémiában Arany Jánoshoz. Pest, 1864. okt. 30.

### Kéziratban
- Az ó, közép és újkor közötti különbség művészet, vallás és tudomány tekintetében. (Jutalmazott pályamű 1859.).
- A nemzetiség jelentősége s az egyeseknek iránta való kötelessége. (Jutalmazott pályamű 1860).

## További információ
- Eötvös Károly: Molnár Aladár. In: Eötvös Károly munkái V. Magyar alakok. Bp, 1901. 50-57. old. Online
- Tanárky Gedeon: Emlékbeszéd Molnár Aladár levelező tag felett Tanárky Gedeon levelező tagtól: Felolvasta az összes ülésen 1884. január 28-án. Budapest: MTA. 1884.   1–32. o. = Az MTA Elhunyt Tagjai Fölött Tartott Emlékbeszédek, II/1,  Hozzáférés: 2021. december 21.